# Iphiaulax pallidiorbitalis
Iphiaulax pallidiorbitalis är en stekelart som beskrevs av Cameron 1907. Iphiaulax pallidiorbitalis ingår i släktet Iphiaulax och familjen bracksteklar. Inga underarter finns listade i Catalogue of Life.